# Опскурантизам
У областима филозофије, термини опскурантизам и опскуратионизам (лат. obscurus, мрачење) идентификују и описују антиинтелектуалне праксе намерног представљања информација на неразуман и непрецизан начин који ограничава даље истраживање и разумевање субјекта. Два историјска и интелектуална денотата опскурантизма су: (1) намерно ограничавање знања — противљење ширењу знања; и (2) намерна опскурност — необичан стил писања који карактерише намерна нејасност.
У 18. веку, филозофи просветитељства су примењивали термин мрачњаштво на сваког непријатеља интелектуалног просветитељства и либералне дифузије знања. У 19. веку, правећи разлику између варијетета мрачњаштва који се налази у метафизици и теологији, од „суптилнијег” мрачњаштва критичке филозофије Имануела Канта и модерног филозофског скептицизма, Фридрих Ниче је рекао да: „Суштински елемент у црној уметности опскурантизма није у томе што жели да потамни индивидуално разумевање, већ да жели да поцрни нашу слику света и замрачи нашу идеју постојања.“